# Houston Outlaws
Die Houston Outlaws sind ein amerikanisches professionelles Overwatch eSport Team mit Sitz in Houston, Texas, das in der ersten Saison der Overwatch League (OWL) antritt. Die Houston Outlaws sind eines von zwölf Gründungsmitgliedern der OWL und waren die achte Franchise, deren Marken offiziell von Activision Blizzard enthüllt wurden. Das Team gehört der amerikanischen Esports-Organisation OpTic Gaming.

## Roster

### Spieler
| Nr. | Alies    | Name                  | Herkunft                          | Rolle   | Transfer Details               |
| --- | -------- | --------------------- | --------------------------------- | ------- | ------------------------------ |
| 57  | Arhan    | Jung Won-hyeop        | Südkorea                          | Flex    | - Signed on March 30, 2018     |
| 3   | Bani     | Christopher Benell    | Ottawa, Kanada                    | Support | - Signed on October 31, 2017   |
| 13  | Boink    | Daniel Pence          | Gurnee, Vereinigte Staaten        | Support | - Signed on October 31, 2017   |
| 69  | Coolmatt | Matt Iorio            | Laporte, Vereinigte Staaten       | Tank    | - Signed on October 31, 2017   |
| 6   | Danteh   | Dante Cruz            | Chicago, Vereinigte Staaten       | Damage  | - Signed on September 19, 2018 |
| 66  | Jake     | Jake Lyon             | San Diego, Vereinigte Staaten     | Damage  | - Signed on October 31, 2017   |
| 49  | LiNkzr   | Jiri Masalin          | Turku, Finnland                   | Damage  | - Signed on October 31, 2017   |
| 17  | Muma     | Austin Wilmot         | Morrow, Vereinigte Staaten        | Tank    | - Signed on October 31, 2017   |
| 1   | Rawkus   | Shane Flaherty        | New York City, Vereinigte Staaten | Support | - Signed on October 31, 2017   |
| 7   | SPREE    | Alexandre Vanhomwegen | Koksijde, Belgien                 | Flex    | - Signed on October 31, 2017   |

Stand: 22. September 2018

### Mitarbeiter
| Alias    | Name             | Nationalität       | Rolle           |
| -------- | ---------------- | ------------------ | --------------- |
| H3CZ     | Hector Rodriguez | Vereinigte Staaten | Owner & CEO     |
| OpTicJ   | Ryan Musselman   | Vereinigte Staaten | COO             |
| flame    | Matt Rodriguez   | Vereinigte Staaten | General Manager |
| TaiRong  | Kim Tae-yeong    | Südkorea           | Head Coach      |
| MESR     | Adam De La Torre | Vereinigte Staaten | Coach           |
| HyeonWoo | Kim Hyeon-woo    | Südkorea           | Coach           |

Stand: 21. April 2018